# Kilmarnock Falls
Die Kilmarnock Falls sind ein Wasserfall in der Region Canterbury auf der Südinsel Neuseelands. Er liegt im Lauf eines namenlosen Bachs am 2036 m hohen Mount Isobel am nördlichen Ende der Shaler Range in den Neuseeländischen Alpen. Dieser mündet unweit hinter dem Wasserfall in östlicher Fließrichtung in den White River, einen Nebenfluss des Waimakariri River. Seine Fallhöhe beträgt 152 Meter.